# Cesare Burali-Forti
Cesare Burali-Forti és un matemàtic italià. Va néixer a Arezzo, a la Toscana, el 13 d'agost de 1861. Després d'haver cursat els estudis secundaris al col·legi militar de Florència, s'inscriu a la Universitat de Pisa on es llicencia en matemàtiques el 1884, amb una tesi sobre les característiques dels sistemes de còniques en geometria.
Immediatament després de llicenciar-se passa a l'ensenyament secundari a l'Escola Tècnica d'Augusta, a Sicília, fins al 1887, any en què guanya l'oposició a professor extraordinari a l'Accademia Militare di Artiglieria e Genio de Torí. Alhora treballa a l'Institut Tècnic Sommeiller de Torino. Es casa el 29 d'octubre d'aquell mateix any amb Gemma Viviani. Giuseppe Peano (1858-1932) entrarà també el 1887 a l'Accademia Militare, i guanyarà l'any següent la càtedra de càlcul infinitesimal a la Universitat de Torino.
Burali-Forti donarà, per invitació de Peano, algunes classes no oficials de lògica matemàtica el curs 1893-94 que, recollides en el petit volum Logica matematica (Burali-Forti, 1894), seran objecte d'una reedició ampliada, reelaborada i enriquida amb resultats originals (Burali-Forti, 1919). Del 1894 al 1896 serà assistent de Peano.
Col·labora amb Peano en el projecte del Formulario Mathematico, que tindrà diverses edicions entre el 1895 i el 1908. Segons l'Annuario della Scuola d'Applicazione d'Arma, passarà a ser titular de l'Accademia Militare a partir de l'octubre de 1902.
Un intent juvenil no reeixit d'obtenir la libera docenza que implicarà, atès que no voldrà intentar-ho mai més, la seva exclusió de la carrera universitària. Kennedy (1970: 593, 2002: 38) n'identifica les causes en la seva insistència en els mètodes vectorials. Afegeix que tot i que Peano estava en la comissió examinadora no va poder convèncer una majoria de membres. Roberto Marcolongo afirma que Burali-Forti no se'n queixava i que no li va sentir mai pronunciar una amarga paraula. Com a únic comentari relacionat amb aquest episodi hem trobat una carta de Burali-Forti a Tullio Levi-Civita en la qual li diu: "si al principi de la meva carrera m'hagués trobat amb persones honestes i franques com vostè no estaria en la posició actual". Hem considerat interessant aclarir aquest punt per la seva possible relació amb el procés d'acceptació del càlcul vectorial a Itàlia. Malauradament, a l'Arxiu Històric de la Universitat de Torino, no es conserven els registres de les comissions de libera docenza de la Facultat de Ciències. D'aquesta època és la publicació als Rendiconti del Circolo Matematico di Palermo del treball sobre la teoria dels nombres tranfinits de Cantor (Burali-Forti, 1897), article en el qual presenta l'antinòmia que porta el seu nom i per la qual és fonamentalment recordat.
Va col·laborar dilatadament i estretament amb Roberto Marcolongo (1862-1943), Tommaso Boggio (1877-1963) i Matteo Bottasso (1878-1918) en el desenvolupament del càlcul vectorial i homogràfic. Només per causa de la Teoria de la Relativitat es va veure compromesa la pau i la solidesa del binomio vettoriale que era com els amics simpàticament es referien a la col·laboració Burali-Forti--Marcolongo. Així, mentre Marcolongo va publicar el primer llibre de Relativitat Especial i General en italià (Marcolongo, 1921), Burali-Forti no va acceptar mai aquesta teoria. Als seu in memoriam Marcolongo escriu: «no va ser possible arribar a un acord sobre la nova extensió que calia donar als mètodes vectorials (i encara més profundament) sobre l'essència de la teoria». Des del punt de vista personal caracteritza Burali-Forti com «enginyós i terriblement càustic! Polemista temibilíssim, autèntic cavaller sense por, irreprotxable, no es preocupava d'on i a qui anessin dirigits els seus cops; fins al punt que, qui no el coneixia, es feia una idea estranya i equivocada del seu caràcter. I en canvi, jo no he conegut mai un esperit tan bo i de tracte tan exquisidament senyorial, de poques paraules, però de conversa fina, brillant i culta». L'apassionava la música: Beethoven, Schubert i Granados, però no podia suportar Wagner.
Va ensenyar durant tota la seva vida a l'Accademia Militare de Torino. El Ministeri de la Guerra li va concedir el 1926 la medalla de l'ordre Mauriziano, segona en importància després de la de l'Annunziata (que només es concedia als Savoia o afins).
Burali-Forti va morir de carcinoma d'estómac a l'Hospital Mauricià de Torino el 21 de gener de 1931, després d'haver estat ingressat el novembre de l'any anterior.